# 峰終定律
峰終定律（英語：Peak-End Rule）是一種心理學的啟發法，指人們對某段經歷的整體評價，主要會基於其在「高峰」（體驗中最強烈的時刻）與「結尾」時的感受強度，而非對每個時刻的總和或平均評估。無論該體驗是愉悅或痛苦，此效應皆成立。根據此法則，除了高峰與結尾的資訊外，其他因素（如整體愉悅程度、持續時間長短）雖未被遺忘，卻不會被納入評估。峰終定律因此被視為更廣泛的延伸忽略（英語：extension neglect）與持續時間忽略（英語：duration neglect）現象的特定表現形式。此法则由心理学家丹尼尔·卡尼曼提出，他因此於2002年獲得諾貝爾經濟學獎。